# Chojodárivka
Chojodárivka (en ucraniano: Чогодарівка) es un pueblo ucraniano perteneciente al óblast de Odesa. Situado en el suroeste del país, es parte del raión de Berezivka y centro del municipio (hromada) homónimo.

## Toponimia
El nombre del asentamiento en ruso es Chogodárovka (en ruso: Чегодаровка). Hasta la década de 1960 se denominaba Mariano-Chojodárivka (en ucraniano: Мар'яно-Чогодарівка). 

## Geografía
Chojodárivka se encuentra 67 km al noroeste de Berezivka y 110 km al norte de Odesa.

## Historia
El pueblo fue fundado en el siglo XIX y hasta la década 60 se llamó Mariano-Chojodárivka.

## Demografía
La evolución de la población de Chojodárivka entre 1989 y 2001 fue la siguiente:
| 625                                                           | 636 |
| (Fuente: Cities & Towns of Ukraine y UKRAINE: Größere Städte) |     |

Según el censo de 2001, la lengua materna de la mayoría de los habitantes, el 89,94%, es el ucraniano; del 6,92% es el rumano; y del 2,04% es el ruso.